# Sebastiania confusa
Sebastiania confusa är en törelväxtart som beskrevs av Cyrus Longworth Lundell. Sebastiania confusa ingår i släktet Sebastiania och familjen törelväxter. Inga underarter finns listade i Catalogue of Life.